# Saussay (Seine-Maritime)
Pour les articles homonymes, voir Saussay.
Saussay est une commune française située dans le département de la Seine-Maritime, en région Normandie.

## Géographie

### Localisation
| Saint-Martin-aux-Arbres | Ectot-l'Auber | Ancretiéville-Saint-Victor |
|                         | Saussay       |                            |
| Auzouville-l'Esneval    | Limésy        | Émanville                  |

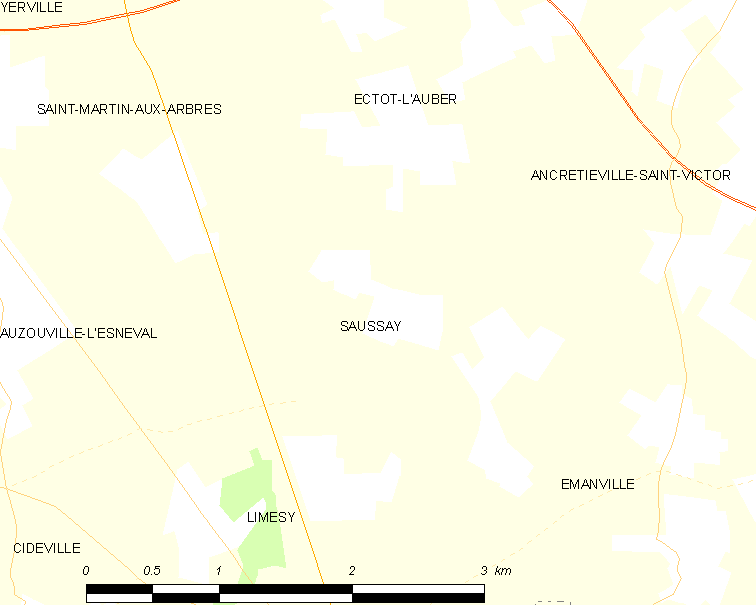
Carte de la commune.
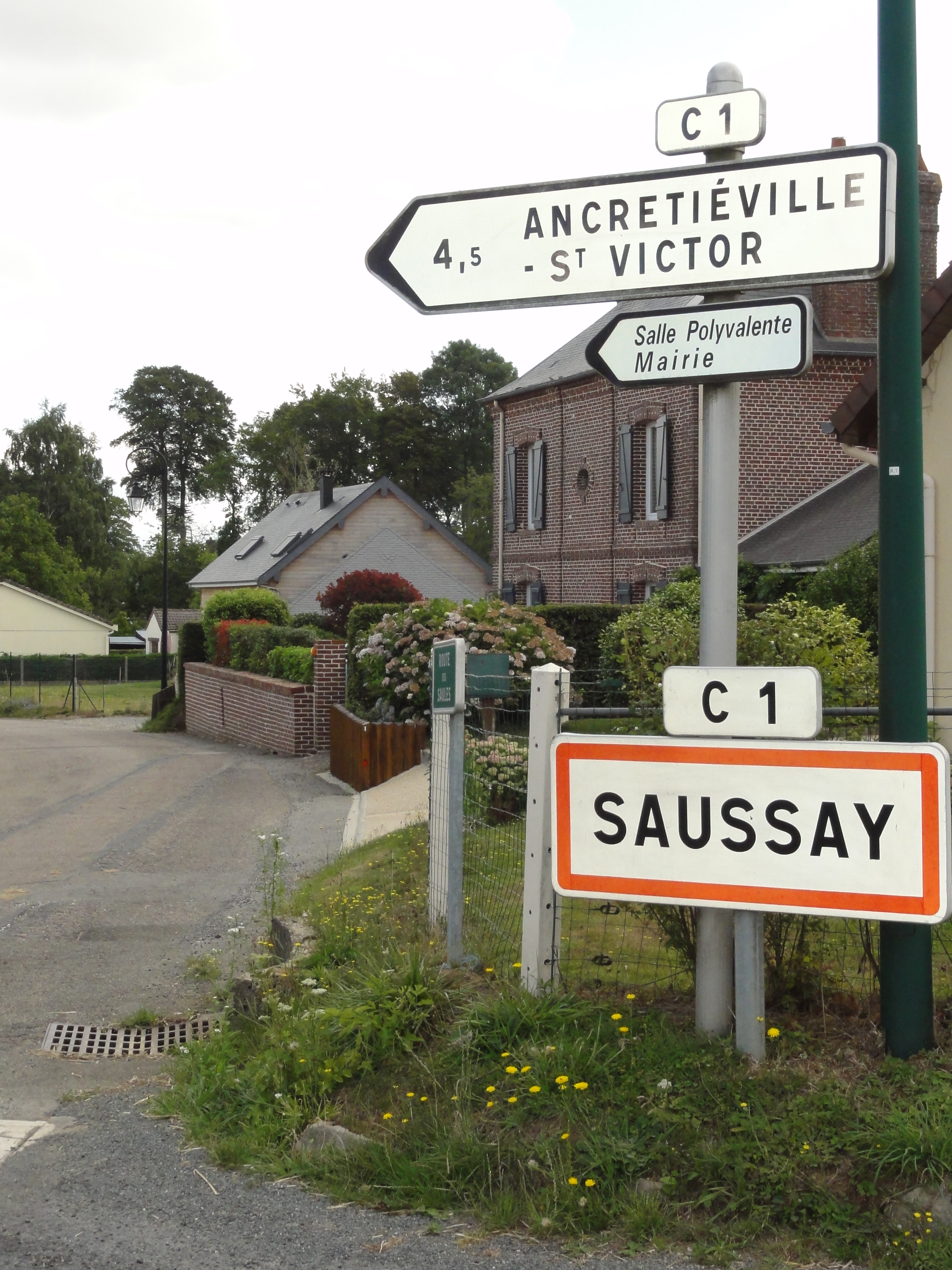
Entrée du Saussay.
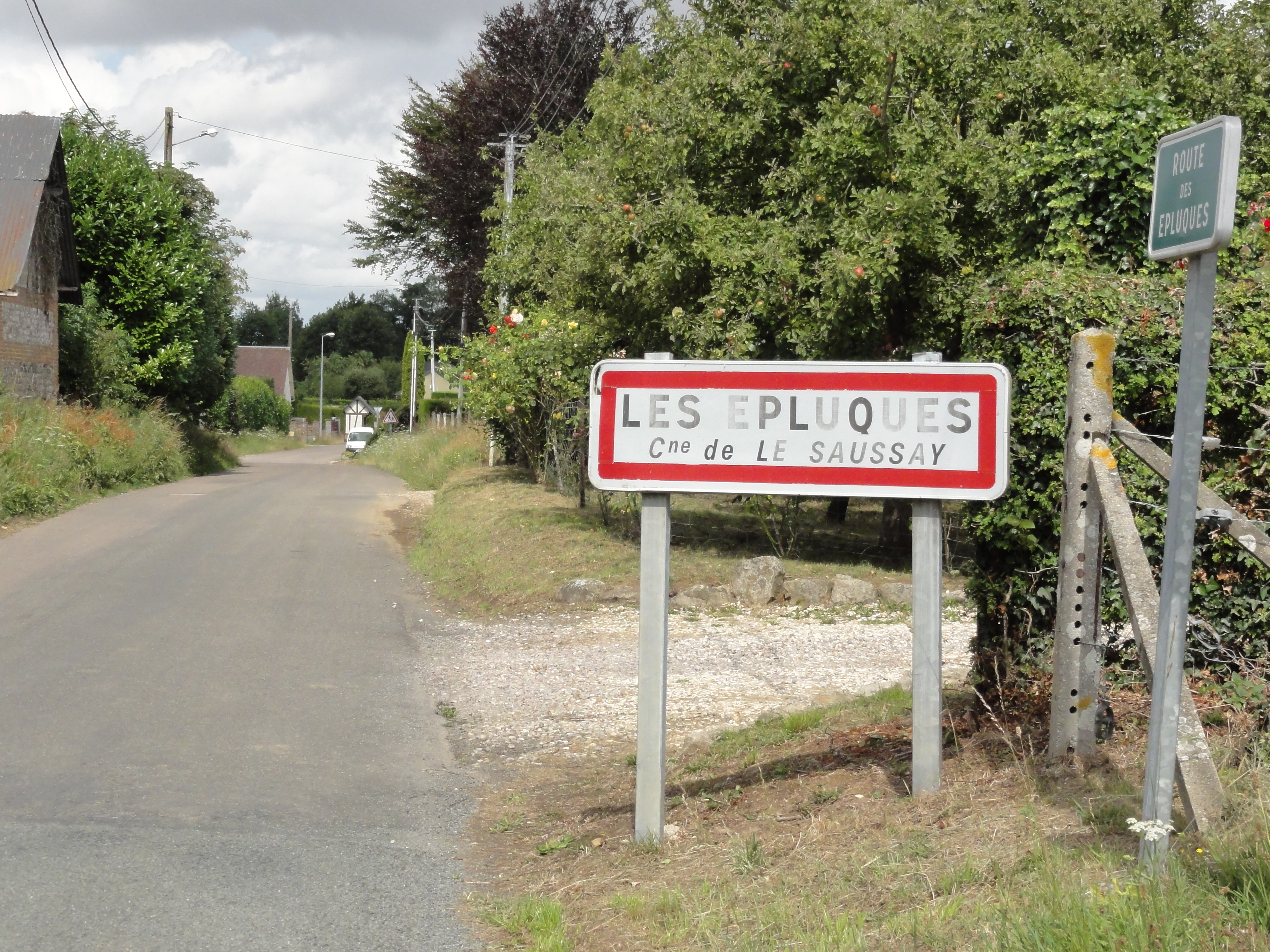
Entrée des Épluques.
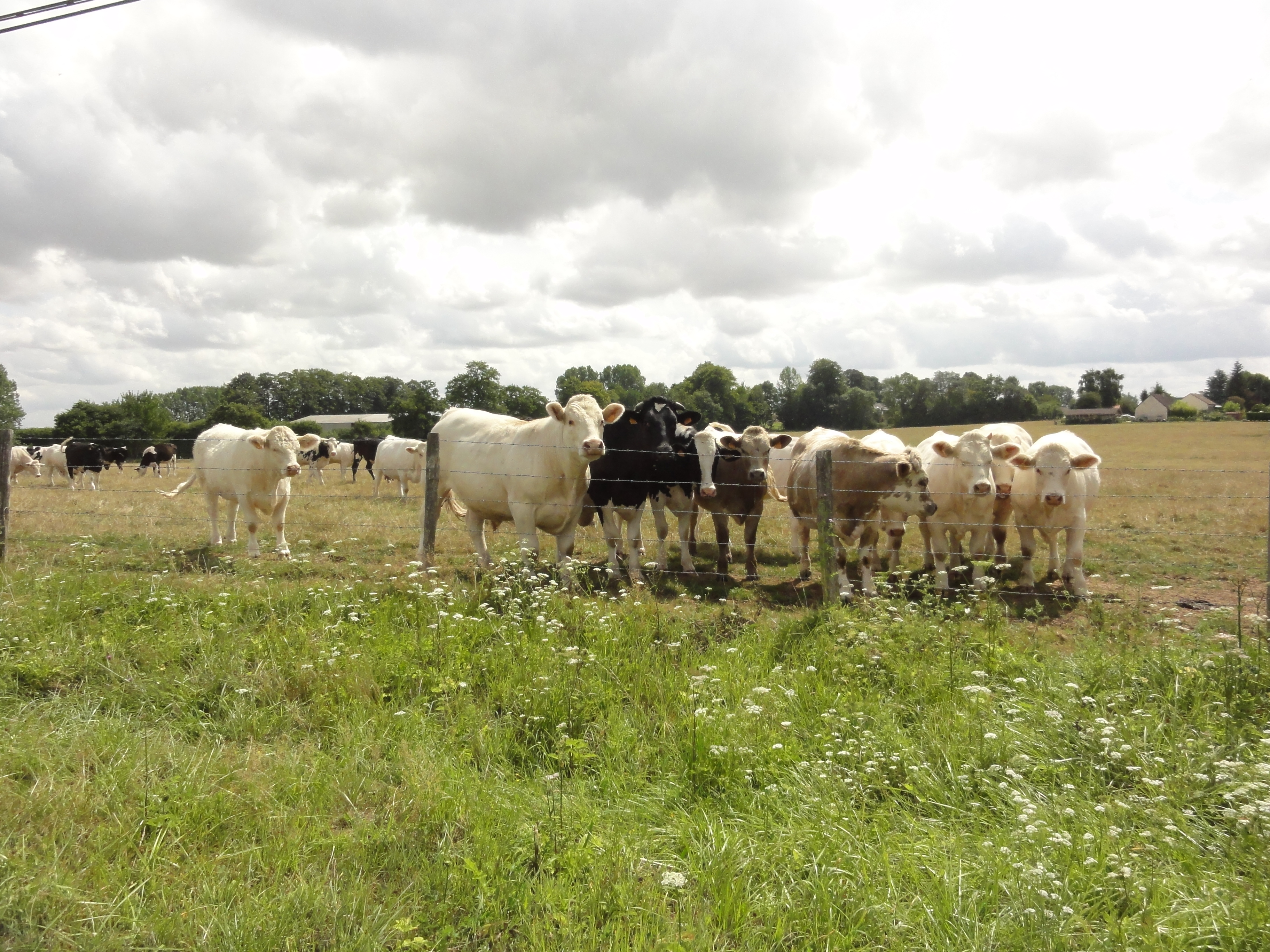
Paysage avec vaches.

### Hydrographie
La commune est située dans le bassin Seine-Normandie. Elle n'est drainée par aucun cours d'eau,.

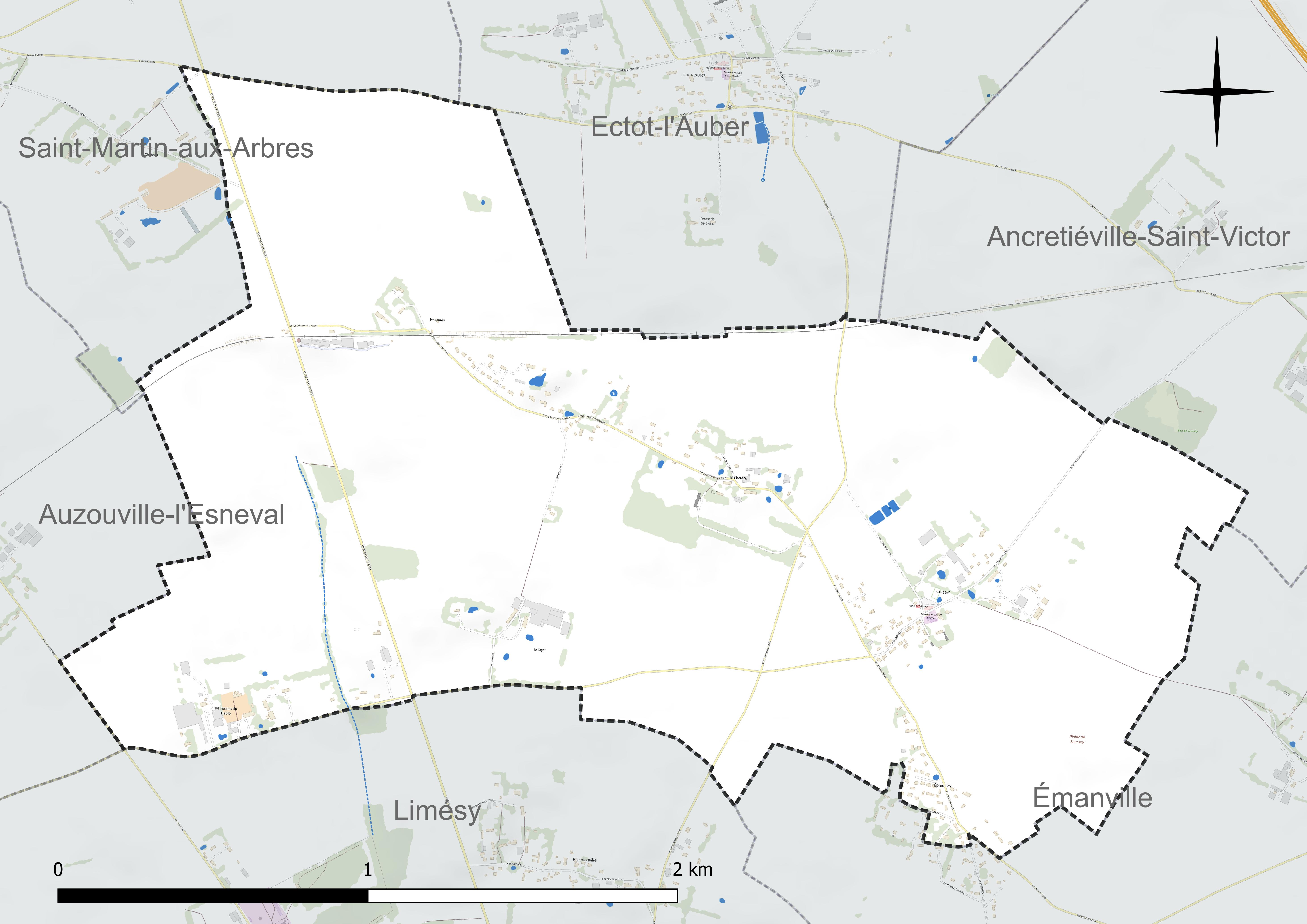
Réseau hydrographique de Saussay.

### Climat
Pour des articles plus généraux, voir Climat de la Normandie et Climat de la Seine-Maritime.
En 2010, le climat de la commune est de type climat océanique altéré, selon une étude du CNRS s'appuyant sur une série de données couvrant la période 1971-2000. En 2020, Météo-France publie une typologie des climats de la France métropolitaine dans laquelle la commune est exposée à un climat océanique et est dans la région climatique  Côtes de la Manche orientale, caractérisée par un faible ensoleillement (1 550 h/an) ; forte humidité de l’air (plus de 20 h/jour avec humidité relative > 80 % en hiver), vents forts fréquents. Parallèlement le GIEC normand, un groupe régional d’experts sur le climat, différencie quant à lui, dans une étude de 2020, trois grands types de climats pour la région Normandie, nuancés à une échelle plus fine par les facteurs géographiques locaux. La commune est, selon ce zonage, exposée à un « climat maritime », correspondant au Pays de Caux, frais, humide et pluvieux, légèrement plus frais que dans le Cotentin.
Pour la période 1971-2000, la température annuelle moyenne est de 10,2 °C, avec une amplitude thermique annuelle de 13,5 °C. Le cumul annuel moyen de précipitations est de 940 mm, avec 13,8 jours de précipitations en janvier et 8,8 jours en juillet. Pour la période 1991-2020, la température moyenne annuelle observée sur la station météorologique la plus proche, située sur la commune d'Ectot-lès-Baons à 10 km à vol d'oiseau, est de 10,8 °C et le cumul annuel moyen de précipitations est de 905,5 mm,. Pour l'avenir, les paramètres climatiques de la commune estimés pour 2050 selon différents scénarios d'émission de gaz à effet de serre sont consultables sur un site dédié publié par Météo-France en novembre 2022.

## Urbanisme

### Typologie
Au 1er janvier 2024, Saussay est catégorisée commune rurale à habitat dispersé, selon la nouvelle grille communale de densité à sept niveaux définie par l'Insee en 2022.
Elle est située hors unité urbaine. Par ailleurs la commune fait partie de l'aire d'attraction de Rouen, dont elle est une commune de la couronne,. Cette aire, qui regroupe 317 communes, est catégorisée dans les aires de 200 000 à moins de 700 000 habitants,.

### Occupation des sols
L'occupation des sols de la commune, telle qu'elle ressort de la base de données européenne d’occupation biophysique des sols Corine Land Cover (CLC), est marquée par l'importance des territoires agricoles (100 % en 2018), une proportion identique à celle de 1990 (100 %). La répartition détaillée en 2018 est la suivante : 
terres arables (84,8 %), prairies (8 %), zones agricoles hétérogènes (7,3 %). L'évolution de l’occupation des sols de la commune et de ses infrastructures peut être observée sur les différentes représentations cartographiques du territoire : la carte de Cassini (XVIIIe siècle), la carte d'état-major (1820-1866) et les cartes ou photos aériennes de l'IGN pour la période actuelle (1950 à aujourd'hui).

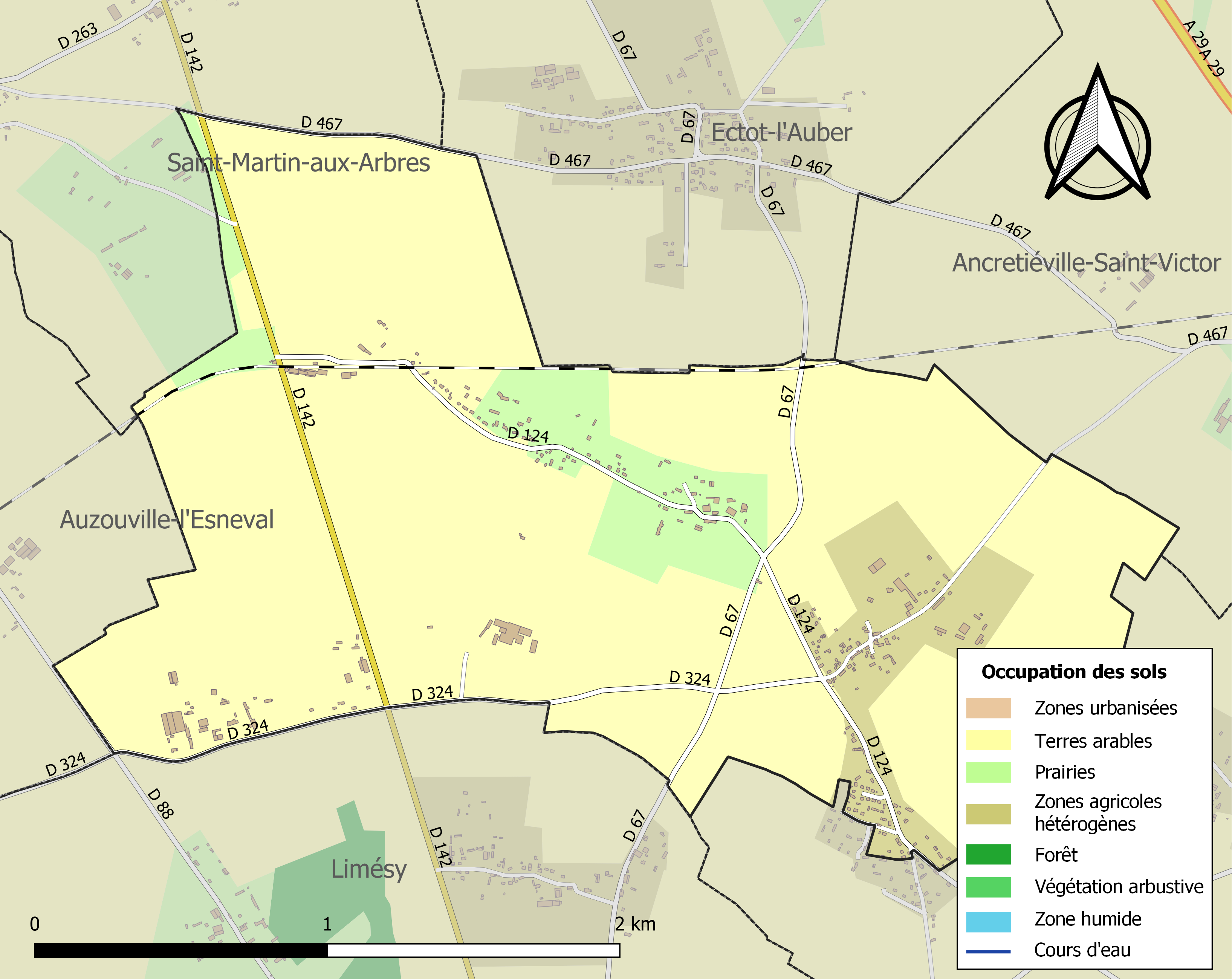
Carte des infrastructures et de l'occupation des sols de la commune en 2018 (CLC).

### Voies de communication et transports
La commune est desservie par la ligne de car régional Nomad 526 qui va de Yerville à Rouen.

## Toponymie
Le nom de la localité est attesté sous la forme Salceid vers 1060 et 1062.
De l'oïl sauçai, saussoi, normalement passé à saussai, « lieu planté de saules ».

## Politique et administration

### Liste des maires
| Période                                  | Période                    | Identité                  | Étiquette | Qualité |
| ---------------------------------------- | -------------------------- | ------------------------- | --------- | --- |
| Les données manquantes sont à compléter. |                            |                           |           | |
| vers 1890                                |                            | Marie Paul Léon Duvergier |           | propriétaire                                                                                                   |
| Les données manquantes sont à compléter. |                            |                           |           | |
| 1953 ?                                   | 1977 ?                     | Jean Paumier              |           | |
| 1977 ?                                   | juin 1995                  | Michel Levasseur          |           | |
| juin 1995                                | 2014                       | René Lefebvre             |           | retraité |
| 2014                                     | En cours (au 10 août 2020) | Rémy Bonamy               |           | Retraité Vice-président de la CC Plateau de Caux-Doudeville-Yerville (2020 → ) Réélu pour le mandat 2020-2026, |

## Démographie
L'évolution du nombre d'habitants est connue à travers les recensements de la population effectués dans la commune depuis 1793. Pour les communes de moins de 10 000 habitants, une enquête de recensement portant sur toute la population est réalisée tous les cinq ans, les populations de référence des années intermédiaires étant quant à elles estimées par interpolation ou extrapolation. Pour la commune, le premier recensement exhaustif entrant dans le cadre du nouveau dispositif a été réalisé en 2004.

En 2022, la commune comptait 379 habitants, en évolution de −0,52 % par rapport à 2016 (Seine-Maritime : +0,35 %, France hors Mayotte : +2,11 %).
| 1793 | 1800 | 1806 | 1821 | 1831 | 1836 | 1841 | 1846 | 1851 |
| ---- | ---- | ---- | ---- | ---- | ---- | ---- | ---- | ---- |
| 277  | 312  | 321  | 340  | 348  | 356  | 360  | 316  | 326  |

| 1856 | 1861 | 1866 | 1872 | 1876 | 1881 | 1886 | 1891 | 1896 |
| ---- | ---- | ---- | ---- | ---- | ---- | ---- | ---- | ---- |
| 296  | 275  | 284  | 278  | 281  | 260  | 261  | 240  | 228  |

| 1901 | 1906 | 1911 | 1921 | 1926 | 1931 | 1936 | 1946 | 1954 |
| ---- | ---- | ---- | ---- | ---- | ---- | ---- | ---- | ---- |
| 214  | 218  | 214  | 219  | 240  | 214  | 213  | 185  | 203  |

| 1962 | 1968 | 1975 | 1982 | 1990 | 1999 | 2004 | 2006 | 2009 |
| ---- | ---- | ---- | ---- | ---- | ---- | ---- | ---- | ---- |
| 226  | 224  | 168  | 214  | 270  | 307  | 319  | 322  | 323  |

| 2014 | 2019 | 2022 | - | - | - | - | - | - |
| ---- | ---- | ---- | - | - | - | - | - | - |
| 379  | 365  | 379  | - | - | - | - | - | - |

## Enseignement

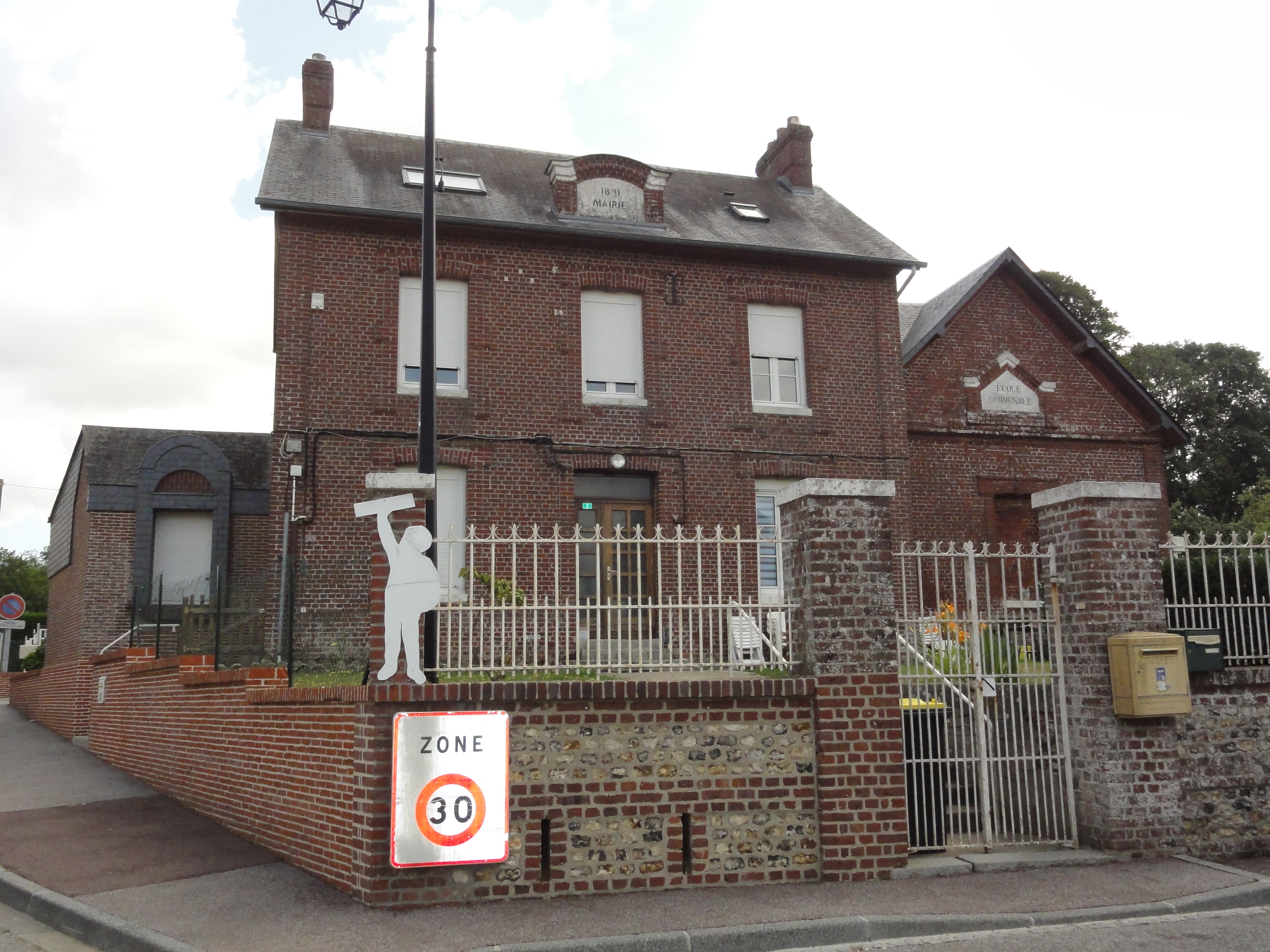
L'ancienne mairie-école.

Autrefois doté d'une école primaire, il n'y a actuellement qu'une école maternelle publique.

## Culture locale et patrimoine

### Lieux et monuments
- Église Saint-Martin de Saussay.
- Château du Saussay, construit en 1721.
- Monument aux morts au cimetière.
- Mémorial, croix des fusillés 1914-1918.
- Plaque commémorant les morts de 1914-1919 dans l'église.
- Tombe militaire au cimetière.

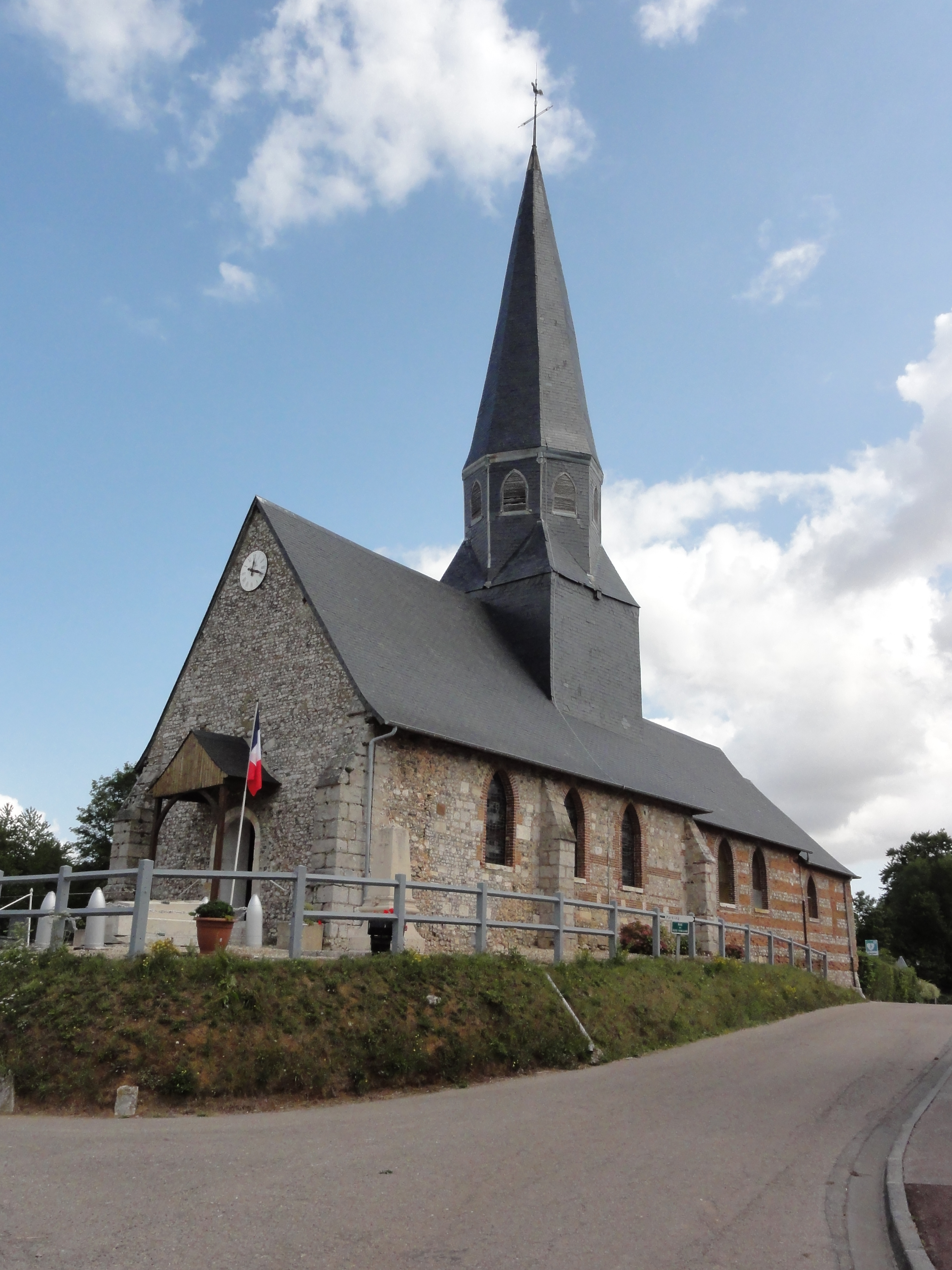
L'église Saint-Martin.
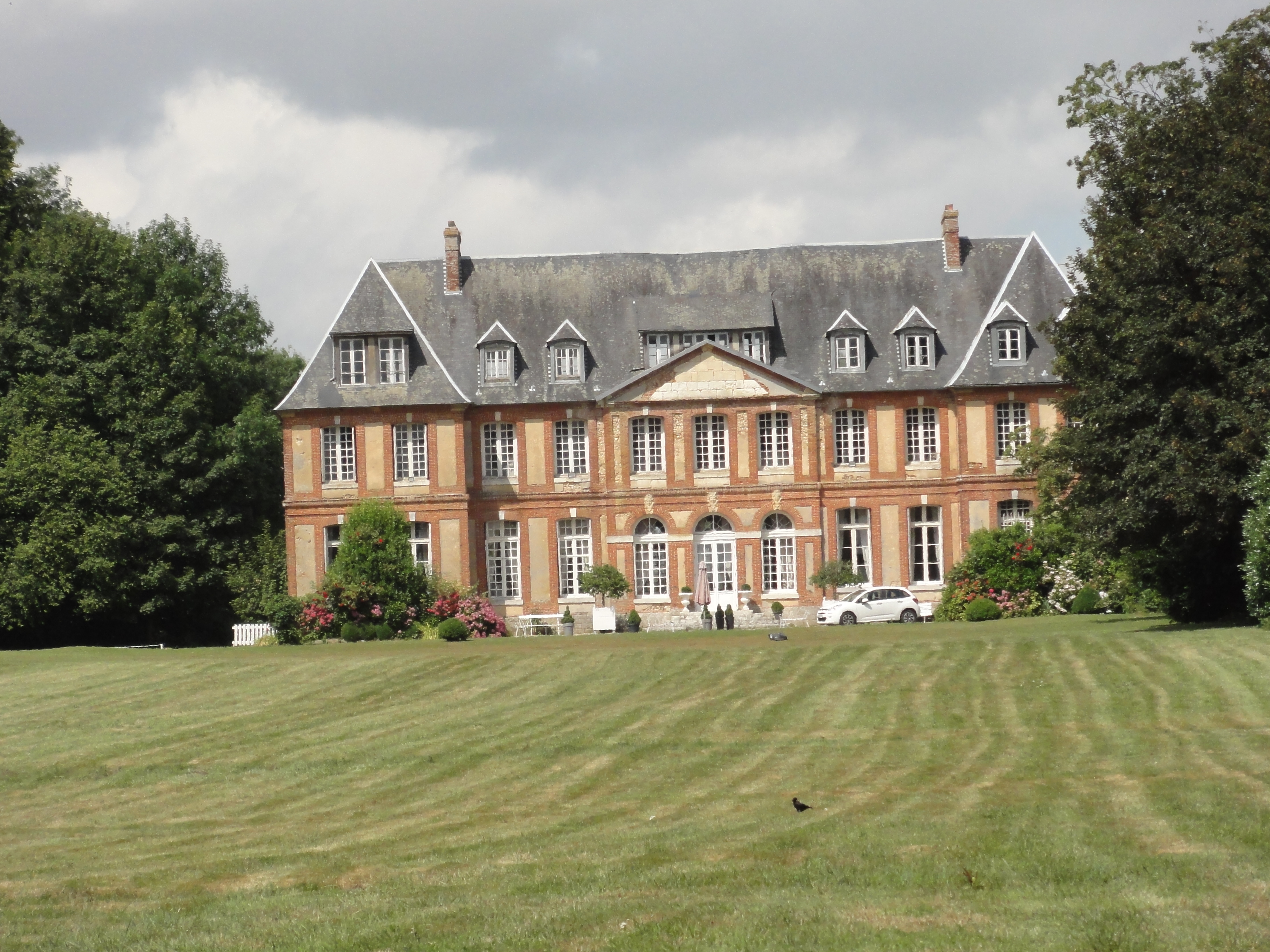
Le château du Saussay.
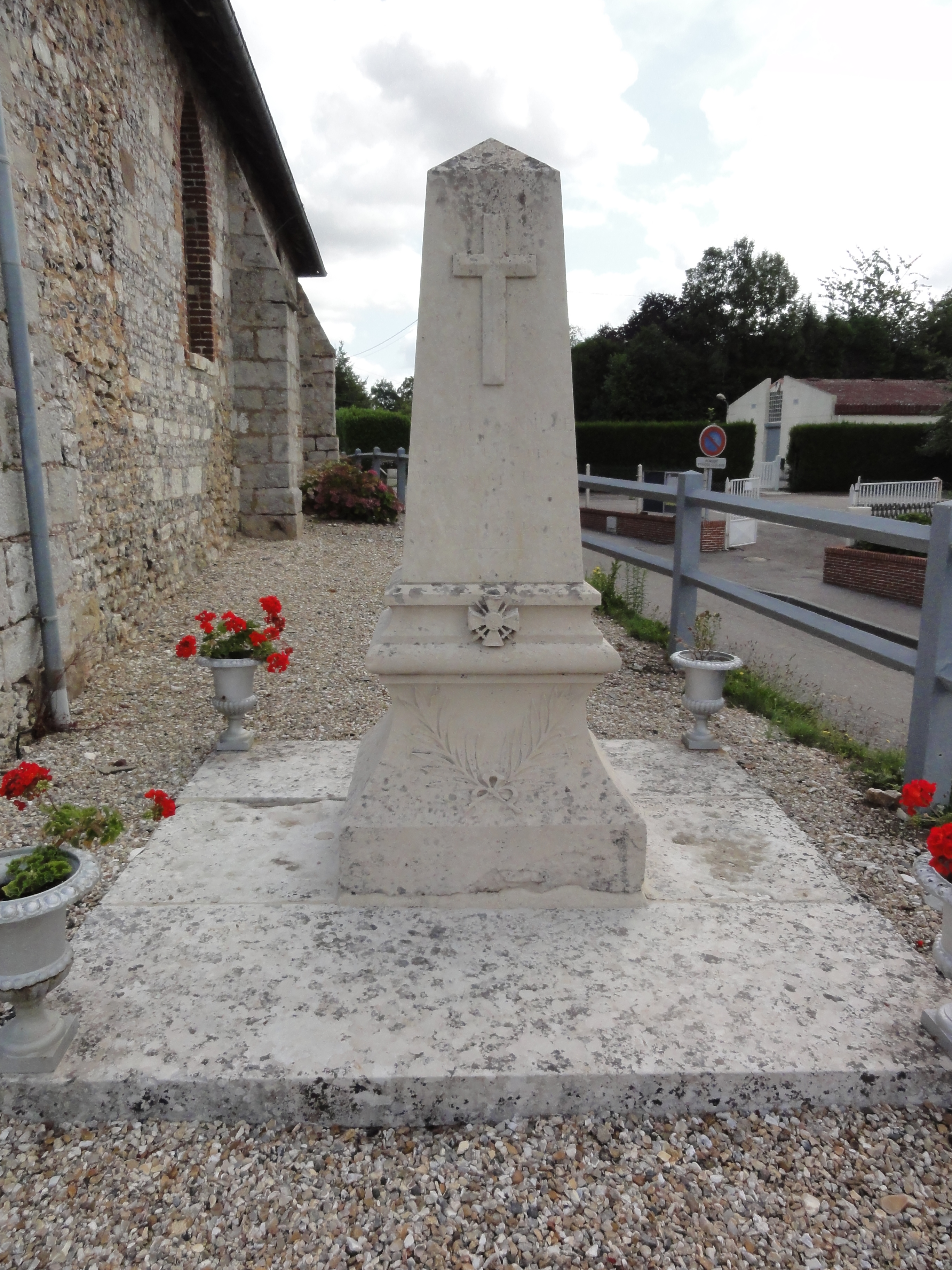
Le monument aux morts.
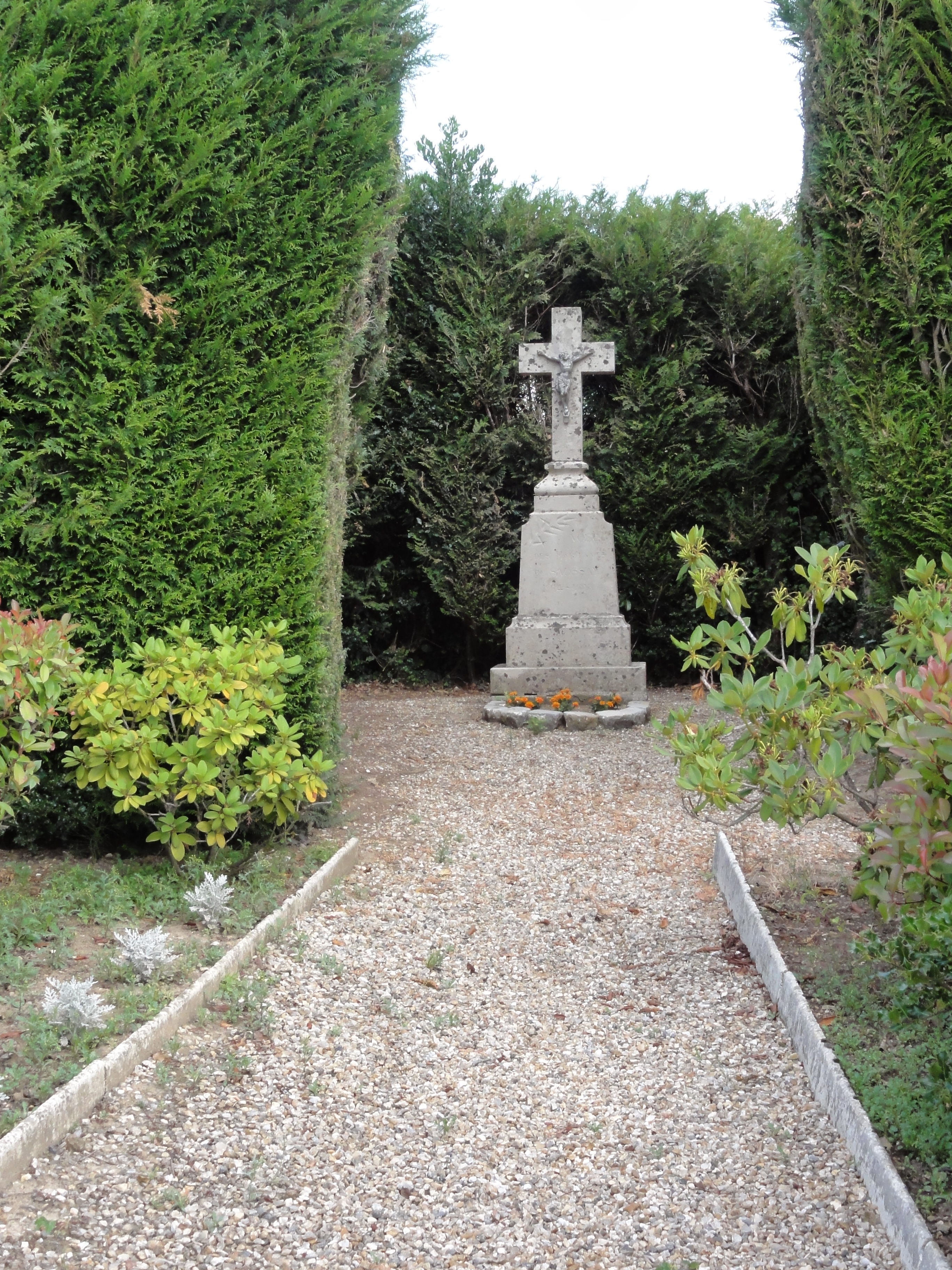
La croix des fusillés 1914-1918.
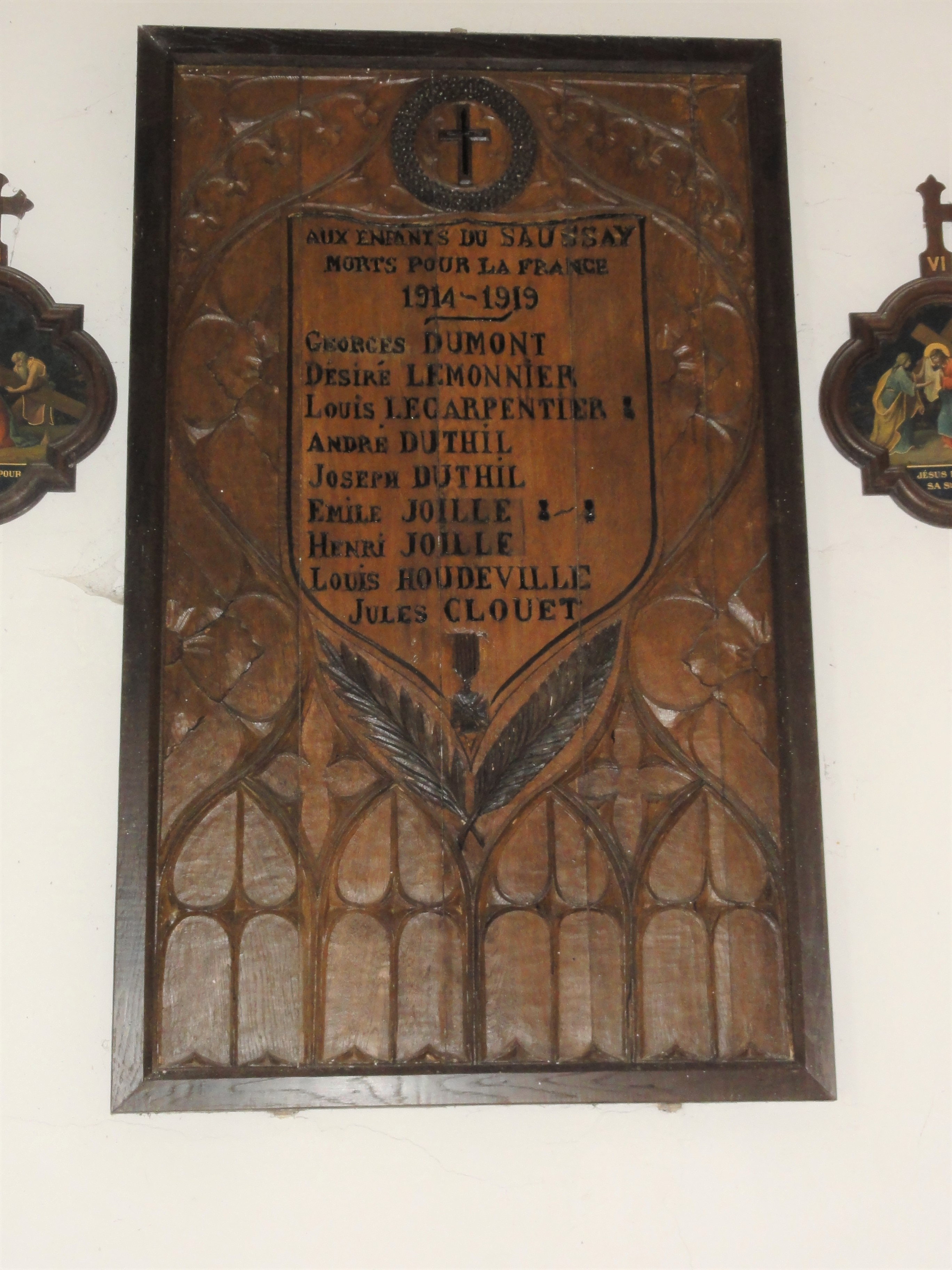
La plaque 1914-1919 dans l'église.

### Héraldique
| Armes de Saussay | Les armes de la commune de Saussay se blasonnent ainsi : D'or au saule posé sur une terrasse de sinople le tronc au naturel; au chef de gueules chargé d'une hure de sanglier d'argent accostée de deux flammes d'or. Adopté le 17 septembre 2010. |

## Pour approfondir